# Service Switching Point

Struktura SS7 sítě

Service Switching Point (SSP) je v telekomunikacích název používaný pro telefonní ústředny podporující služby inteligentní sítě. Pokud telefonní účastník zavolá na číslo, které vede k aktivaci služeb inteligentní sítě, je SSP ta telefonní ústředna, která zjistí, že je potřeba si vyžádat službu inteligentní sítě, a zašle požadavek na nějaký Service Control Point (SCP). K poslání požadavku použije protokol Signalizačního systému č. 7 (SS7). SCP zajistí poskytnutí služby.

## Vztah mezi SSP a SCP
Se zaváděním architektury inteligentních sítí je veškerá dodatečná funkcionalita (například překlad bezplatných čísel na geografická telefonní čísla) odstraněna z telefonních ústředen a přenesena na jiné počítačové uzly. V této nové architektuře se telefonní ústředny označují jako SSP, zatímco uzly, které vyřizují služby (a tedy řídí průběh volání), se nazývají Service Control Point (SCP).

## Příklad služby pro převod čísel řady 800
Bezplatné linky nebo linky se speciálními tarify nejsou geografická čísla – to znamená, že z čísla nelze odvodit oblast, ve které se nachází účastnická linka poskytující danou službu. Pro směrování volání na tato čísla je nutné číslo přeložit na geografické číslo (například tvaru 5XX XXX XXX).
Telefonní ústředna SSP přijme volání na barevnou linku (v ČR číslo začínající 800, 810, 840 apod.). To vyvolá trigger uvnitř SSP, který způsobí zaslání dotazu na SCP (Service Control Point) pomocí SS7 protokolu (INAP nebo CAP přenášené TCAP). SCP vrátí geografické číslo, například 5XX XXX XXX, a volání je směrováno na správnou linku. 
S využitím této architektury:
- Není nutné zřizovat podporu negeografických čísel (barevné linky, čísla 8xx) na všech ústřednách v zemi, ale může být zřízena pouze na několika SCP uzlech.
- Lze skrýt geografická čísla.
- Směrování může být závislé na dni v týdnu a čase.
- Hovory lze směrovat na více čísel nebo na pobočkovou ústřednu a tak vytvořit call centrum.
- Volání může platit zřizovatel služby (zelené linky) nebo naopak může zřizovatel služby dostávat od telefonního operátora část plateb od volajících (v případě různých soutěží nebo hlasování po telefonu – bílé linky).